# Polyrhachis nofra
Polyrhachis nofra is een mierensoort uit de onderfamilie van de schubmieren (Formicinae). De wetenschappelijke naam van de soort is voor het eerst geldig gepubliceerd in 1975 door Bolton.